# Honkbalteam van Trinidad en Tobago

Vlag van Trinidad en Tobago.

Het honkbalteam van Trinidad en Tobago is het nationale honkbalteam van Trinidad en Tobago. Het team vertegenwoordigt Trinidad en Tobago tijdens internationale wedstrijden. Het honkbalteam hoort bij de Pan-Amerikaanse Honkbal Confederatie (COPABE).